# Université Baldwin Wallace
L'université Baldwin Wallace (en anglais : Baldwin Wallace University ; anciennement Baldwin-Wallace College) est une petite université d'arts libéraux fondée en 1845  à Berea dans l'Ohio aux États-Unis. Elle inclut le Riemenschneider-Bach Institute et le renommé Baldwin-Wallace Conservatory of Music. La Baldwin Wallace University est également affiliée avec l'église méthodiste unie.

## Historique
Jusqu'au 1er juillet 2012, l'établissement nommé Baldwin-Wallace College avait le statut de college avant que le conseil d'administration de l'institution décide de le transformer en university à part entière.